# 成都市勞動人民文化宮

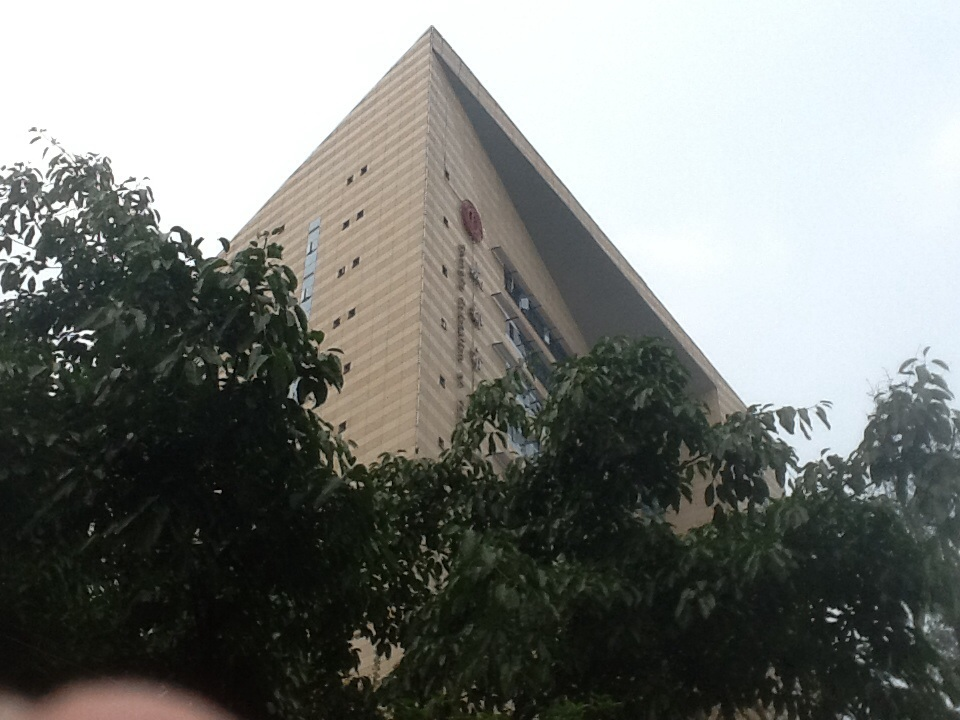
成都市勞動人民文化宮，攝於2014年6月1日

成都市勞動人民文化宮是一個現位於中華人民共和國四川省成都市青羊大道129號的文化宮。其創辦於1951年，曾經被中华全国总工会評爲「全國示範性文化宮」。
2007年12月，文化宫新馆落成。